# 克盧普斯科伊島
克盧普斯科伊島是俄羅斯的島嶼，屬於北地群島的一部分，位於少先隊員島西南面的喀拉海，由克拉斯諾亞爾斯克邊疆區負責管轄，面積110平方公里，最高點海拔高度49米，島上無人居住。